# Нивель, Робер
Роберт Жорж Нивель (фр. Robert Georges Nivelle; 15 октября 1856, Тюль, Франция — 22 марта 1924, Париж) — французский дивизионный генерал (23 декабря 1915), главнокомандующий французской армией во время Первой мировой войны, сторонник агрессивной наступательной тактики.

## Биография
Родился в Тюле в семье француза и англичанки.
В 1878 году окончил Политехническую школу, получил звание подлейтенанта артиллерии, после чего служил в Индокитае, Алжире и Китае.
В декабре 1913 года получил звание полковника.
Участвовал в отражении эльзасского наступления немецких войск (1914), первой битве на Марне и первом сражении у Эна, в октябре 1914 года получил звание бригадного генерала.
Во время Верденской битвы 1916 года Нивель был главным помощником Петена и проявил свой полководческий талант, командуя французскими войсками во время взятия форта Дуамон (фр. Douaumont). Вскоре Нивель стал командующим Верденского сектора.
13 декабря 1916 года французский премьер-министр Аристид Бриан назначил Нивеля главнокомандующим французской армией; Нивель разработал план разгрома германских войск, главной частью которого было наступление французской армии в районе выступа Аррас — Суассон — Реймс. Он утверждал, что массированный удар по немецкой линии приведёт к победе Франции в течение 48 часов. Нивель рассказывал о своём плане любому, кто интересовался им, включая журналистов, в результате чего о плане узнало немецкое командование и элемент неожиданности был потерян.
В апреле 1917 года французская армия начала наступление в районе Эна, которое впоследствии получила название наступление Нивеля. Поскольку немцы успели вовремя укрепить свои оборонительные позиции, Нивелю не удалось добиться успеха, и наступление довольно скоро завершилось без ощутимого успеха. Потери французской армии были очень велики (187 тысяч человек), в ней начались мятежи.
9 мая 1917 года Нивеля на посту главнокомандующего сменил Петен. В декабре 1917 года Нивель был назначен на службу в Северной Африке, где служил вплоть до выхода в отставку в 1921 году.
Считается, что Нивелю принадлежит легендарная фраза Они не пройдут!(ее оригинал - французский), которую он произнёс во время Верденской битвы в 1916 году.